# 草食系高校武士
《草食系高校武士》（日语：サムライ・ハイスクール）是2009年秋季日本電視台（NTV）週六晚上九時（日本時間）播出的電視連續劇，先後在台灣緯來日本台和香港無綫電視J2台播出。

## 故事簡介
草食系高中生望月小太郎，偶然機會得到戰國時代的同名武士祖先的日記，每次身陷困境就會被附身，造成各種各樣大大小小的事件。

## 登場人物及演員

### 私立千國學園

#### 3年F組
- 望月小太郎 （三浦春馬 主演）

現代的小太郎是嘻嘻哈哈、凡事不上心的高三學生。劇初因為學校功課而到古書店被奇怪的女店主推薦，收下古代小太郎的日記而被附身。開始時在被襲昏倒時才會被古代小太郎附身，後來附身情況越見失控，而現代小太郎的優悠寡斷性格亦漸漸因武士小太郎而改變。
古代的武士小太郎本為跟隨真田幸村的戰將，後來為藩主殉國，遺下谷村美月飾的懷孕妻子。附身時若親近女色則會被驅離。
- 中村剛 （城田優 飾）

超懦弱的小太郎同班同學，喜歡永澤。第一話被女生欺負時被古代小太郎解救而成為小太郎好友，自稱小太郎的家臣，稱呼小太郎「殿下」，唯一覺得「變身」前後小太郎有同樣堅強本質的人。
- 永澤愛 （渡邊杏 飾）

小太郎的青梅竹馬。學業優秀的同班同學。對小太郎有好感，後來喜歡上古代的小太郎，經常以親密接觸被附身的小太郎令他回復正常。
- 南百合香 （小林涼子 飾）

永澤的好友，多為調解角色。在第三話曾因妒忌永澤而散播流言。
- 池山智 （櫻田通 飾）

- 和田大介 （柳下大 飾）

- 小清水和也 （濱田岳 飾）（第4話客串）

隱閉青年，三年F組的隱形學生。

#### 其他學生
- 岩永仁 （賀來賢人 飾）

本為足球隊成員，父親為國會議員。因為看不慣被附身後的小太郎風頭太盛，假冒小太郎襲擊流浪漢終被退學。最後三話因向小太郎復仇成為重心人物之一。

#### 教職員
- 三木沙也加 （市川實日子 飾）

三年F組班主任。富正義感，對小太郎的反常舉動感奇怪，多次幫助小太郎等人。
- 龜井恭子 （室井滋 飾）

初期處處留難小太郎，並好像只著重學校利益及成績。第七話將岩井退學流露她的對學校和學生的熱情。
- 城所和夫 （金田明夫 飾）

訓導主任，抱息事寧人心態，經常付和校長。

### 小太郎一家
- 望月信二 （岸谷五朗 飾）

小太郎父親。極遷就妻子，貌似不可靠其實十分支持及信任小太郎。在岩永事件上流露出對兒子的絕對信任，第5話被公司辭退。
- 望月圭子 （木村綠子 飾）

小太郎母親，喜歡對兩父子呼呼喝喝。
- 望月優奈 （大後壽壽花 飾）

小太郎妹妹，優等國中生，看不起哥哥。

### 其他
- 木山弘 （金子統昭 飾）

原暴走族的警員，屢次與小太郎等扯上關係，喜歡三木老師。
- 綿貫卑彌呼 （MIMURA 飾）

神秘的古書店老板，身份不明。在最終話似乎變了日本娃娃。
- 真田幸村（古代） （加藤雅也 飾）

古代小太郎所追隨的戰國武將。
- 岩永浩三 （石黑賢 飾）

國會議員，岩永仁之父。最後兩話不擇手段幫兒子復仇的主要惡役。
- 大室 （丸山智己 飾）（第3話）

自稱音樂製作公司職員，誘拐永澤的變態。

### 客串演出
- 香苗 （中別府葵 飾）（第1話、第2話）
- 迫田真奈美 （加藤侑紀 飾）（第1話、第2話）
- 林圓 （江原美優 飾）（第1話、第2話）
- 結城雅人 （小柳心 飾）（第1話、第5話）
- 黑田禮二 （若葉龍也 飾）（第2話）
- 明菜 （入山法子 飾）（第2話）
- 大室 （丸山智己 飾）（第3話）
- 戰國時代的妻子 （谷村美月 飾）（第3話、最終話）
- 小清水和也 （濱田岳 飾）（第4話）
- 小清水孝一 （日野陽仁 飾）（第4話）
- 小清水惠美子 （宮地雅子 飾）（第4話）
- 放高利貸的男子 （偉藤厚次、赤屋板明 飾）（第4話）
- 本山弘在道路上遇到的老奶奶 （市川千惠子 飾）（第4話）
- 小學生的男孩子 （小林海人 飾）（第4話）
- 松田 （野仲功 飾）（第5話）
- 竹本 （奧田達士 飾）（第5話）
- 玉美 （山下容莉枝 飾）（第5話）
- 山本三郎 （諸師岡 飾）（第5話）
- 大越 （鈴之助 飾）（第5話）
- 森村肇 （市川勇 飾）（第5話、第7話 - 最終話）
- 家庭餐廳的店長 （近江谷太朗 飾）（第6話）
- 岩永浩三 （石黑賢 飾）（第8話、最終話）
- 刑警 （佐渡稔 飾）（最終話）

## 兩個小太郎作本體時差異
古代小太郎為本體的時候，現代小次郎會就古代小太郎的行為而作出反應並以旁白道出；反觀平時現代小太郎為本體時，則沒有古代小太郎的旁白情況。

## 製作人員
- 劇本： 井上由美子
- 導演： 佐藤東彌、猪股隆一、狩山俊輔
- 配樂： 菅野祐悟
- 配樂製作人： 志田博英
- 總製作人： 櫨山裕子
- 製作人： 荻野哲弘、内山雅博
- 企畫協力、製作人： 山口雅俊
- 製作協力： Office Crescendo
- 製作著作： 日本電視台

## 主題曲
- MONOBRIGHT（日语：MONOBRIGHT）

## 各集播放日期、收視率及標題
| 集數                                                              | 播放日期       | 日文標題                          | 中文標題 | 導演     | 收視率 |
| ----------------------------------------------------------------- | -------------- | --------------------------------- | -------- | -------- | ------ |
| 1                                                                 | 2009年10月17日 | 学園秋の陣 イジメ万引き不届き千万 |          | 佐藤東弥 | 14.0%  |
| 2                                                                 | 2009年10月24日 | 対決! 騎馬の乱                    |          | 猪股隆一 | 11.3%  |
| 3                                                                 | 2009年10月31日 | 弓矢で誘拐成敗                    |          | 佐藤東弥 | 9.6%   |
| 4                                                                 | 2009年11月7日  | 必殺! 空中変身                    |          | 猪股隆一 | 9.6%   |
| 5                                                                 | 2009年11月14日 | バカ殿に捧ぐ命                    |          | 狩山俊輔 | 10.6%  |
| 6                                                                 | 2009年11月21日 | 父子対決かかってこいや            |          | 佐藤東弥 | 11.0%  |
| 7                                                                 | 2009年11月28日 | 悪代官と一騎討                    |          | 猪股隆一 | 9.9%   |
| 8                                                                 | 2009年12月5日  | 初対面! 俺と侍                    |          | 狩山俊輔 | 9.3%   |
| 9 （最終回）                                                      | 2009年12月12日 | 激白 さらば侍                     |          | 佐藤東弥 | 10.1%  |
| 平均收視率 10.6% （收視率為日本關東地區由Video Research公司調查） |                |                                   |          |          |        |

## 外部連結
- 官方網站 （页面存档备份，存于） （日語）

## 作品的變遷
| 日本 日本電視台 週六9時              | 日本 日本電視台 週六9時               | 日本 日本電視台 週六9時 |
| ------------------------------------ | ------------------------------------- | ----------------------- |
|                                      | （2009.10.17 - 2009.12.12）           |                         |
| 華麗的間諜 （2009.7.18 - 2009.9.26） | 左眼偵探EYE （2010.1.23 - 2010.3.13） |                         |

| 臺灣 緯來日本台 星期一至星期五 晚上10點 | 臺灣 緯來日本台 星期一至星期五 晚上10點 | 臺灣 緯來日本台 星期一至星期五 晚上10點 |
| --------------------------------------- | --------------------------------------- | --------------------------------------- |
|                                         | （2010.7.23 - 2010.8.4）                |                                         |
| 粉紅系男孩 （2010.7.7 - 2010.7.22）     | 天才駭客F 2 （2010.8.5 - 2010.）        |                                         |

| 香港 無綫電視J2台 星期五 22:30至23:30    | 香港 無綫電視J2台 星期五 22:30至23:30 | 香港 無綫電視J2台 星期五 22:30至23:30   |
| ---------------------------------------- | ------------------------------------- | --------------------------------------- |
|                                          | （2011.3.11 - 2011.5.6）              |                                         |
| 粉紅系男孩 （2010.12.3 - 2011.3.4）      | （2011.5.20 - 2011.7.22）             |                                         |
| 香港 無綫電視J2台 星期一至五 14:00-14:50 |                                       |                                         |
| （2012.5.14 - 2012.5.25）                | （2012.5.28 - 2012.6.7）              | 90210（第三季） （2012.6.8 - 2012.7.9） |